# Sportplatz Bühl
Het Sportplatz Bühl is een multifunctioneel stadion in Schaffhausen, een stad in Zwitserland. 
Het stadion wordt vooral gebruikt voor voetbalwedstrijden, de voetbalclub SV Schaffhausen maakt gebruik van dit stadion. In het stadion is plaats voor 1.000 toeschouwers. In het stadion ligt een kunstgrasveld.